# Wąwolnica (gemeente)
De gemeente Wąwolnica is een landgemeente in powiat Puławski (Lublin).

## Oppervlakte gegevens
In 2002 bedroeg de totale oppervlakte van gemeente Wąwolnica 62,15 km², waarvan:
- agrarisch gebied: 81%
- bossen: 12%

De gemeente beslaat 6,66% van de totale oppervlakte van de powiat.

## Demografie
Stand op 30 juni 2004:
| Omschrijving                   | Totaal | Totaal | Vrouwen | Vrouwen | Mannen | Mannen |
| ------------------------------ | ------ | ------ | ------- | ------- | ------ | ------ |
| eenheid                        | aantal | %      | aantal  | %       | aantal | %      |
| inwoners                       | 4998   | 100    | 2531    | 50,6    | 2467   | 49,4   |
| bevolkingsdichtheid (inw./km²) | 80,4   | 80,4   | 40,7    | 40,7    | 39,7   | 39,7   |

In 2002 bedroeg het gemiddelde inkomen per inwoner 1423,74 zł.

## Plaatsen
- Bartłomiejowice
- Celejów
- Grabówki
- Huta
- Karmanowice
- Kębło
- Łąki
- Łopatki
- Łopatki-Kolonia
- Mareczki
- Rąblów
- Rogalów
- Stanisławka
- Wąwolnica
- Zarzeka
- Zawada
- Zgórzyńskie